# Contrato de arrendamiento en España
En España, el contrato de arrendamiento es regulado por los artículos 1542 y siguientes del Código Civil de España; los arrendamientos de Inmuebles además están regulados por normativas específicas: la Ley de Arrendamientos Urbanos LAU y la Ley de Arrendamientos Rústicos (49/2003) LAR. Se han modificado varios artículos de la Ley de Arrendamientos urbanos con la Ley 4/2013 de Medidas de Flexibilización y Fomento del Mercado del Alquiler de Viviendas, publicada en el BOE el 5 de junio de 2013.

## Derechos y obligaciones que genera el arrendamiento

### Derechos y obligaciones del arrendador
Aunque no se haya pactado en el contrato, el arrendador está obligado a:
- Entregar al arrendatario la vivienda arrendada con todas sus pertenencias y además de estar en buen estado para su uso convenido, así como las condiciones óptimas de higiene y seguridad del inmueble.
- No estorbar el uso de la vivienda, salvo en reparaciones urgentes e indispensables.
- Garantizar el uso o goce pacífico de la vivienda por todo el tiempo del contrato.

El arrendador (durante el arrendamiento) no puede:
- Intervenir en el uso legítimo de la vivienda arrendada, salvo en casos urgentes e indispensables.
- Si el arrendador no cumpliera con hacer las reparaciones necesarias para el uso a que esté destinada la vivienda, el arrendatario tiene la opción de recurrir ante un juez para que resuelva lo que en derecho corresponda o rescindir el arrendamiento.

### Derechos y obligaciones del arrendatario
- A responder de los perjuicios que la cosa arrendada sufra por su culpa o negligencia.
- Disponer bien arrendado solamente para el uso convenido o conforme a su naturaleza.
- A pagar la renta desde el día en que reciba el bien arrendado y en términos del contrato respectivo, aun cuando el contrato se hubiese celebrado con anterioridad.
- La renta deberá ser pagada en el lugar convenido; si no se hubiese pactado, en la casa o despacho del arrendatario.
- Si por caso fortuito o fuerza mayor se impide totalmente al arrendatario el uso del bien arrendado, generalmente tendrá el derecho a no pagar la renta mientras dure el impedimento (total o parcialmente).
- A conservar y cuidar el bien arrendado.
- A restituir el bien arrendado al terminar el contrato en las mismas condiciones en que le fue entregado, únicamente con el desgaste natural excepto que se haya pactado cosa contraria.
- A satisfacer la renta en la forma y tiempo convenido.

## Causa de término del arrendamiento
En general, pueden ser causas de término del contrato de arrendamiento:
- Muerte del arrendador o del arrendatario, cuando expresamente se hubiere pactado.
- Por haberse cumplido el plazo fijado en el contrato o, en su caso, por la ley.
- Por acuerdo mutuo.
- Nulidad.
- Confusión.
- Pérdida o/y destrucción total del apartamento arrendado.
- Por caso fortuito o fuerza mayor.
- Por expropiación del apartamento arrendado hecha por causa de utilidad pública.
- Por venta judicial.

### El arrendador puede exigir el término del contrato
- Por falta de pago de la renta
- Por no pagar la renta en fechas convenidas.
- Por el apartamento en contravención al uso convenido.
- Por daños graves al apartamento arrendado imputables al arrendatario.
- Por variar la forma del apartamento arrendado sin contar con el consentimiento del arrendador.
- Por necesitar la vivienda para sí o sus familiares en primer grado de consanguinidad o por adopción o para su cónyuge en los supuestos de sentencia firme de divorcio o nulidad matrimonial. (apartado núm.3 del art.9 de la Ley de Arrendamientos Urbanos)

## Garantías de alquiler
El artículo 36 de la Ley de Arrendamientos Urbanos establece que el arrendador y el arrendatario podrán pactar cualquier tipo de garantía de alquiler. Las garantías disponibles en el mercado son el aval bancario, el depósito a favor del arrendador, el seguro de impago (protección) de alquileres y últimamente la prenda (pignoración) sobre una póliza de seguro de vida según lo establecido en el artículo 99 de la Ley de Contrato de Seguro.

## Contrato de arrendamiento en precario
La doctrina del TS interpreta de forma conjunta los arts.1750 del Código Civil y el 1565.3 de la anterior Ley de Enjuiciamiento Civil de 1.881 y, por tanto, define el precario como una situación de hecho que implica la utilización gratuita de un bien ajeno, con la consiguiente falta de título que justifique el goce de la posesión (usufructo, propiedad, renta vitalicia), ya porque no se haya tenido nunca, o bien, porque tras haberla tenido se pierda o también porque nos otorgue una situación de preferencia, respecto a un poseedor de peor derecho.